# Matsuri Japon
 (octobre 2022).

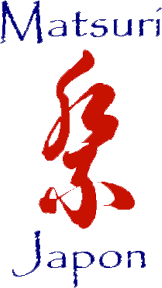
Logo du festival

Le festival Matsuri Japon est un festival à saveur japonaise[Quoi ?] qui a lieu tous les ans au mois d'août à Montréal. La plupart de l'animation lors du festival est faite en trois langues, soit le français, l'anglais et le japonais.

## Présentation
Le festival Matsuri Japon est organisé par le Centre Culturel des Canadiens Japonais de Montréal (The Japanese Canadian Cultural Centre of Montreal, JCCCM) en collaboration avec le Consulat général du Japon à Montréal. Lors de sa création, le festival Matsuri Japon avait pour objectif de rassembler la communauté japonaise de la région de Montréal autour d'un évènement typique de la période estivale au Japon, un matsuri (祭), qui est le mot japonais pour festival. Les premières années, le festival a lieu au JCCCM et attirait principalement la communauté japonaise de Montréal ainsi que les amateurs du Japon informés de la tenue de l'évènement. Avec le temps, le festival est devenu une opportunité pour la communauté japonaise de faire découvrir leur culture aux Québécois. Le festival a lieu grâce au temps offert par plus d'une centaine de bénévoles.
Le festival se tient normalement un samedi au mois d'août, de 14h à 21h, pendant une journée seulement et l'entrée est gratuite.

## Historique
En 2006, le festival se déplace pour la première fois sur l'île Bonsecours du Vieux-Port de Montréal. La date est aussi changée pour coïncider avec la fin du Mois du Japon qui a lieu en mai 2006 à Montréal. Malheureusement, le festival attire alors peu de visiteurs en raison de la pluie. L'année suivante, le festival retourne au JCCCM.
En 2008, le festival retourne sur l'île Bonsecours et l'évènement est alors un succès grâce à la belle température. Plus de 13 000 visiteurs ont visité  le site, le tout entre 14h et 21h.
En 2009, le festival rallonge ses heures d'ouverture et se termine maintenant à 22h, ce qui coïncide avec le début des feux d'artifice de l'International des Feux Loto-Québec. Le festival a eu lieu le même jour que le Otakuthon, ce qui a déçu de nombreux amateurs de manga et d'anime qui auraient souhaités être présent ou être bénévole lors des deux évènements.
En 2010, le festival se déplace à l'esplanade gazonnée entre King-Édouard et Jacques-Cartier 
dans le Vieux port de Montréal en raison de la tenue de l'exposition État sauvage sur l'île Bonsecours.

## Activités
Le festival commence par une cérémonie d'ouverture avec un mot du président du Matsuri Japon et du consul général du Japon. Le festival est officiellement ouvert lors du kagami wari (qui consiste à ouvrir un tonneau de saké, une cérémonie traditionnelle d'inauguration). Les visiteurs sont ensuite invités à transporter le mikoshi (temple portatif) sur le site du festival. Plus tard dans la journée, il y a aussi défilé du mikoshi des enfants et shishimai (danse du lion).
Pendant la journée, il est possible d'assister à de nombreuses activités, telles que le Bon-Oorodi et Awa-Odori (danses traditionnelles), spectacles de taiko (tambours japonais, dont le groupe Arashi Daiko et un groupe d'enfant), qui ont lieu sur la scène principale. Une deuxième scène présente des démonstrations d'arts martiaux japonais, dont le Kyudo (tir à l'arc), judo, karate et iaido.
Les visiteurs sont aussi invités à faire la location d'un yukata (kimono d'été) gratuitement pour une période d'une heure. De leur côté, les bénévoles portent des happi. Ces deux vêtements sont typiques des festivals au Japon. De nombreux visiteurs portent aussi leurs propres vêtements japonais, que ce soit le yukata, happi ou jimbei.

## Kiosques
De nombreux kiosques appelés yatai et rotenshō présentent des produits japonais sur le site du festival. Ces kiosques sont opérés par des commerçants, les commanditaires ou les bénévoles du festival, que ce soit des kiosques d'information, de divertissement ou vente de nourriture et de produits divers.
Au menu, il est possible de déguster de la nourriture typique des festivals japonais, dont kakigori (glace pilée), watagashi (barbe à papa), okonomiyaki («crêpe» japonaise), sushi, boissons (ramune, thé vert, etc.), alcool (bière japonaise et saké) et autre.
Les autres kiosques proposent entre autres des jeux japonais, des mangas et animes, massage japonais, bijoux, calligraphie japonaise, origami, yukata, thé, vêtements japonais et autre marchandise diverse.

## Statistique
|    | Année | Date     | Visiteurs | Lieu                                            |
| 1  | 2001  |          |           | JCCCM                                           |
| 2  |       |          |           | JCCCM                                           |
| 3  | 2004  | 7 août   |           | JCCCM                                           |
| 4  | 2005  |          |           | JCCCM                                           |
| 5  | 2006  |          |           | île Bonsecours                                  |
| 6  | 2007  | 18 août  |           | JCCCM                                           |
| 7  | 2008  | 16 août  | 13 000    | île Bonsecours                                  |
| 8  | 2009  | 1er août | 16 000    | île Bonsecours                                  |
| 9  | 2010  | 14 août  | 31 000    | Esplanade entre King-Édouard et Jacques-Cartier |
| 10 | 2011  | 13 août  | 6 000     | JCCCM                                           |
| 11 | 2012  | 11 août  | 4 300     | JCCCM                                           |
| 12 | 2013  | 10 août  | 5 964     | JCCCM                                           |
| 13 | 2014  | 9 août   | 6997      | JCCCM                                           |
| 14 | 2015  | 15 août  | 10534     | JCCCM                                           |
| 15 | 2016  |          |           |                                                 |
| 16 | 2017  |          |           |                                                 |
| 17 | 2018  | 11 août  | 18300     |                                                 |
| 18 | 2019  | 3 août   |           | JCCCM                                           |
| 19 | 2020  |          |           |                                                 |

K

## Images

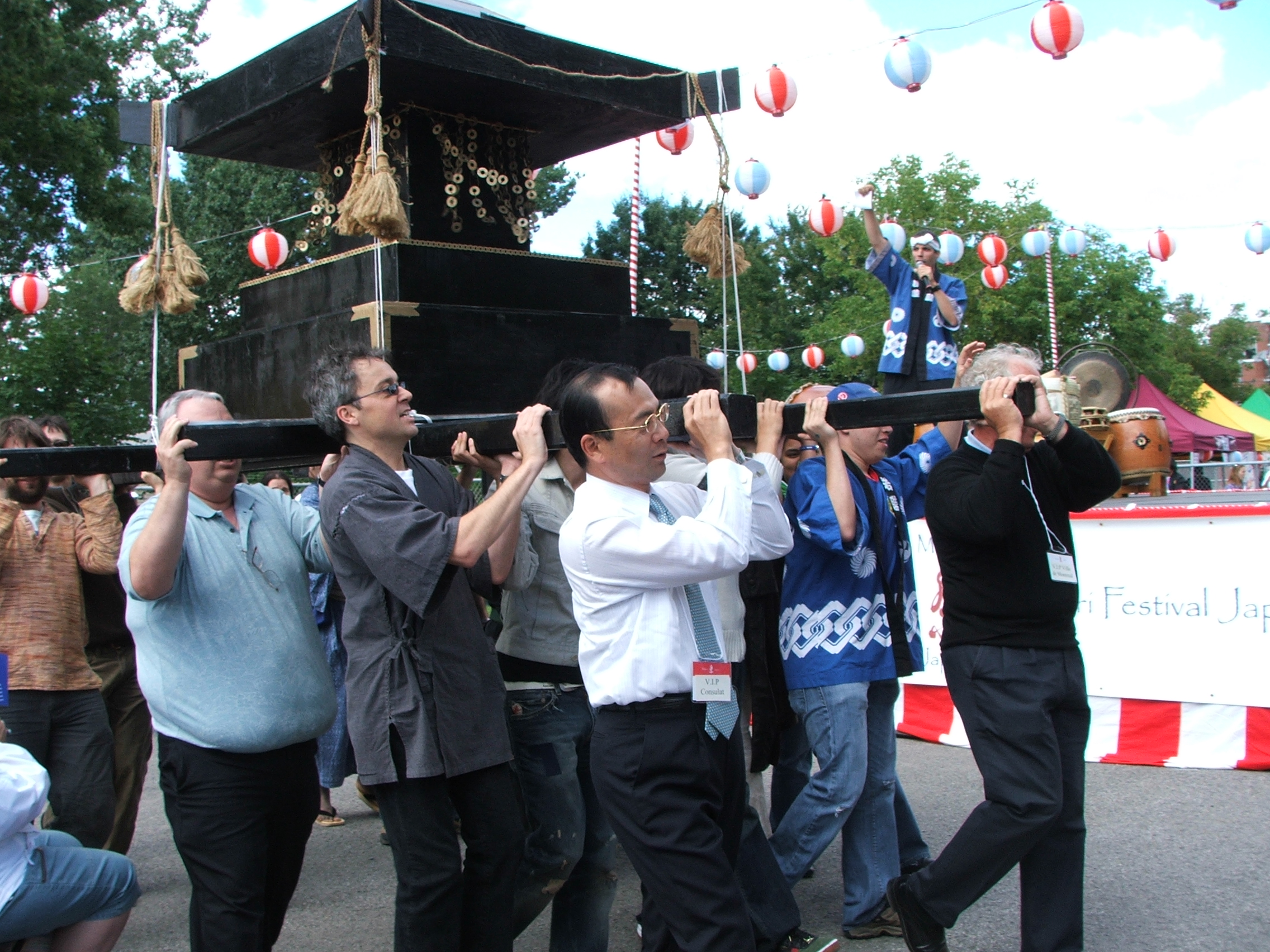
Mikoshi en 2007.
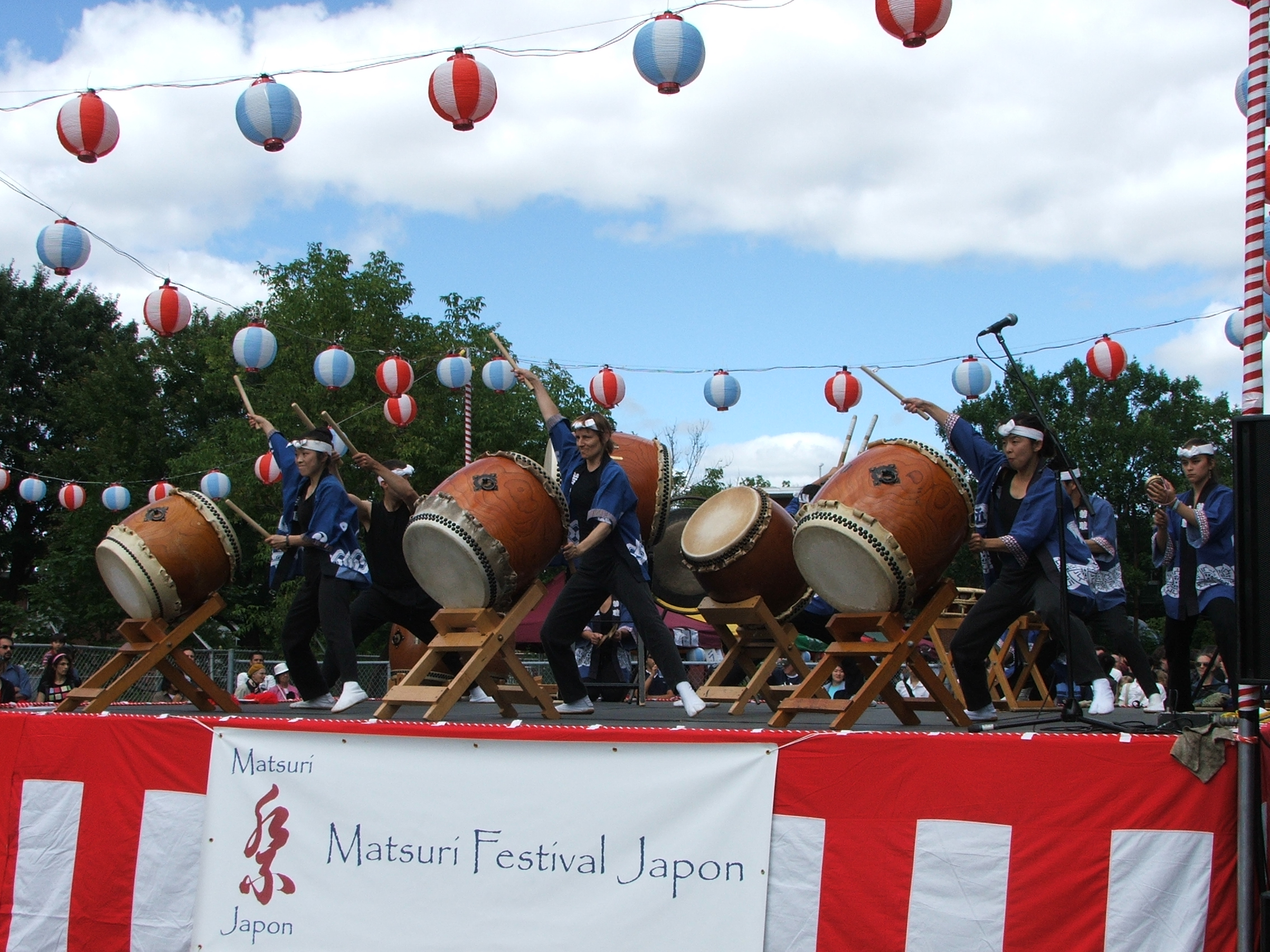
Arashi Daiko en 2007.
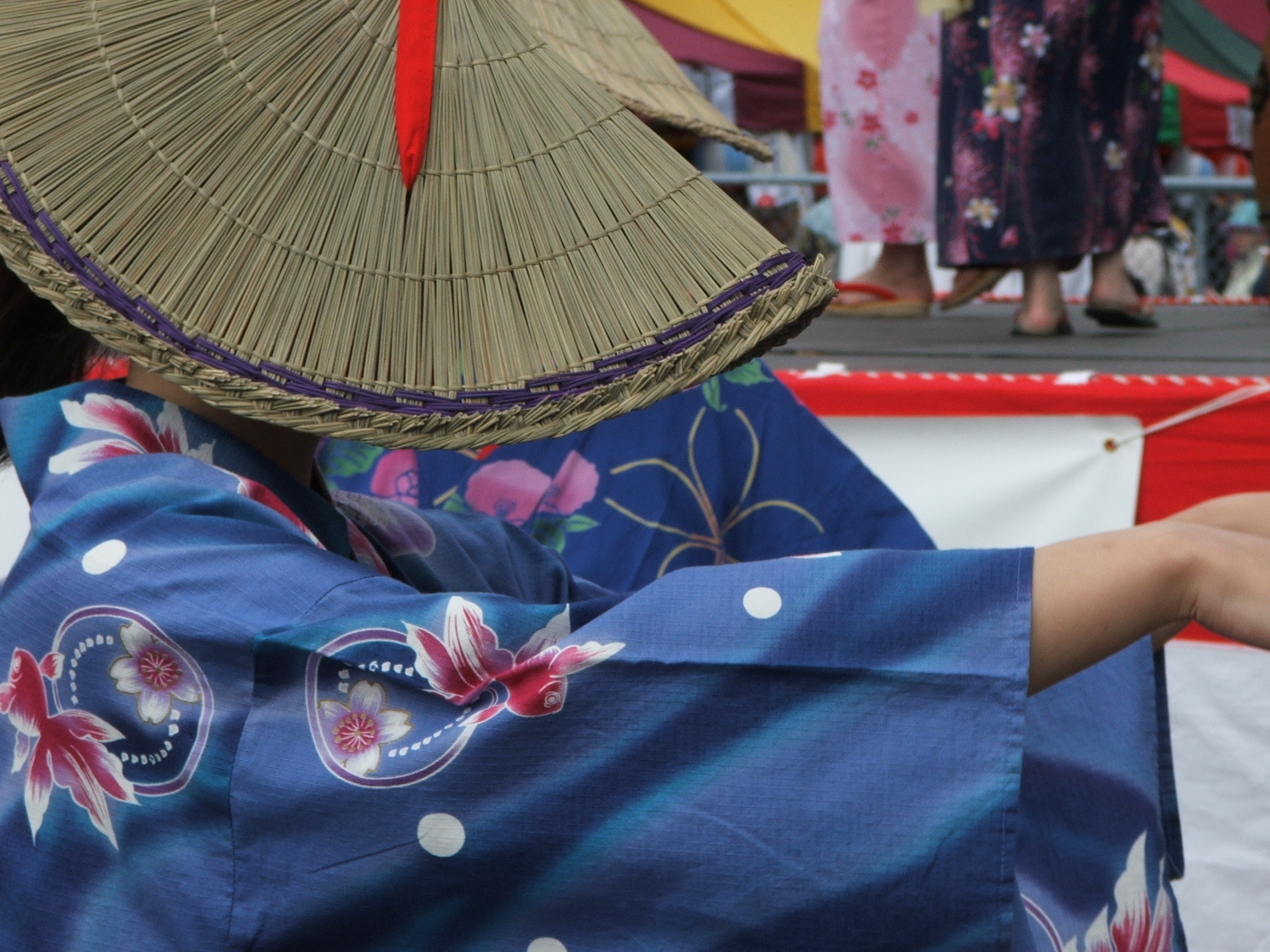
Awa-Odori en 2007.
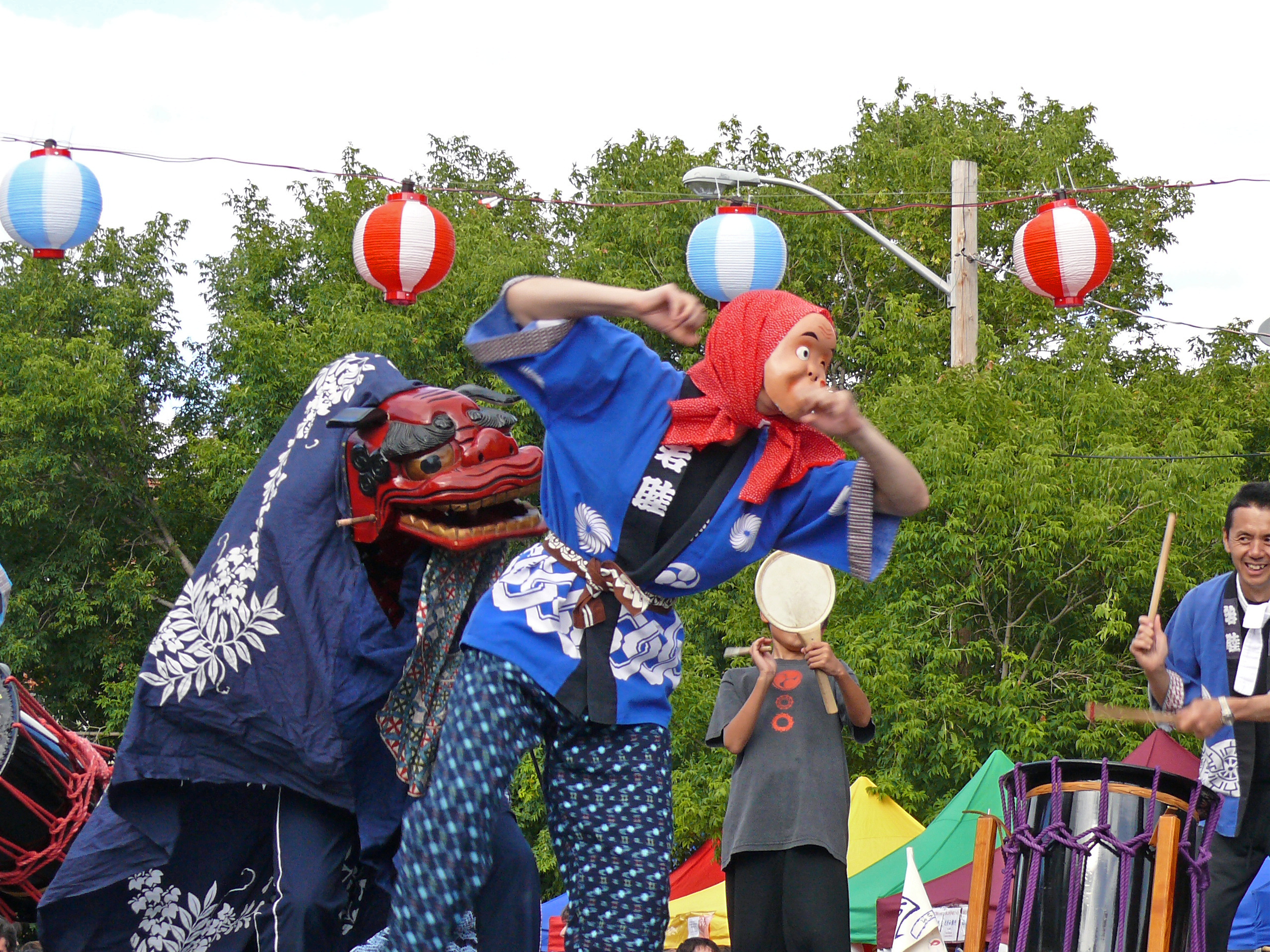
Shishimai en 2007.